# Меджидов, Марат Энверович
Меджидов Марат Энверович (лезг. Мажидрин Марат Энверан хва, род. 10 декабря 1982) — российский боец Ушу-саньда. Профессиональное прозвище — «Пантера».

## Биография
Родился Марат 10 декабря 1982 года в селе Хкем (Дагестан), жил и рос в городе Дербент. По национальности — лезгин. В 1998 году окончил общеобразовательную школу, а в 2000 году переехал в Москву.
Серьезно заниматься спортом Марат начал с 2002 года, когда земляки познакомили его с заслуженным тренером России Магомед-Камилем Рабадановым в спортивном клубе «КИТЕК». В 2003 году Марата призвали на срочную военную службу. Воинская часть относилась к Центральному региональному командованию Внутренних Войск МВД России. На службе он в составе спортроты участвовал в различных турнирах. После срочной службы продолжил служить на контрактной основе 3 года в звании прапорщика, затем контракт был продлён ещё на три года. Как большой поклонник спорта, Марат участвовал во многих соревнованиях по рукопашному бою, боям без правил, кунгфу- саньда, ушу-саньда.

## Регалии
Чемпион Первенства России по Ушу-саньда г.Уфа 2004г.
Чемпион России  по Ушу-саньда г.Чебоксары 2006г.
Чемпион России по Ушу-саньда г.Москва 2008г.
Призер Чемпионата Мира по универсальному бою в 2010г.
Призер Кубка Мира по Ушу-саньда 2012г.
Чемпион мира по Кунфу-санда 2013г. г.Пекин.
Чемпиона европы по Универсальному бою г.Баку 2009г.
Серебренный призер Чемпионата России по Ушу-Саньда 2005;2007;2009;2010;2011годов.
Многократный чемпион России по Рукопашному бою.
Бронзовый призер Кубка Мира  г.Пекин 2009.
Чемпион Мира по кунфу-санда г.Будапешт 2011г.
Победитель различных профессиональных боев и различных международных турниров.
Мастер спорта РФ по ушу-саньда, Мастер Спорта Международного Класса по ушу-саньда, Заслуженный Тренер РФ